# 三端子レギュレータ

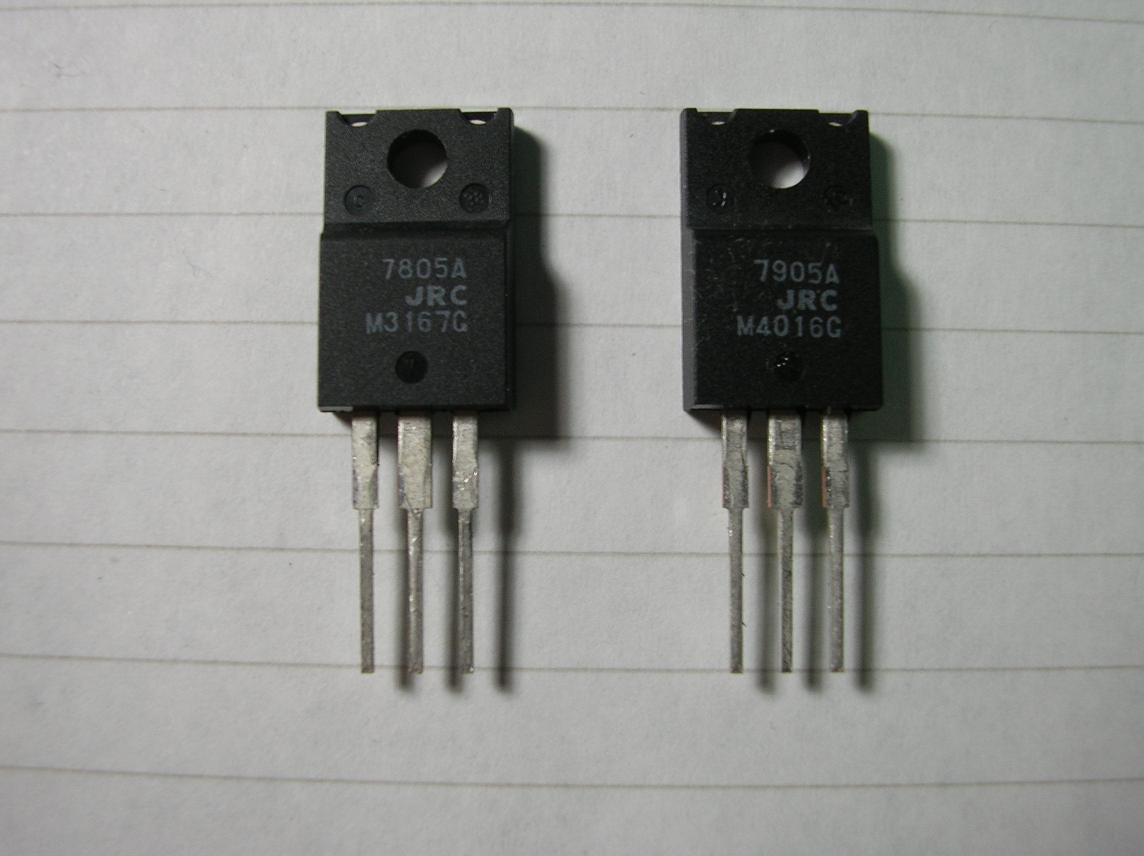
三端子レギュレータ 7805型（左）と7905型

三端子レギュレータ（さんたんしレギュレータ、 3-Terminal regulator）とは、シリーズレギュレータの1種であり、名前の通り3本の端子を備えて、定電圧回路を簡単に構成できる電子部品（半導体素子）である。電気製品の電源部に使用される。機能的にはリニアレギュレータの分類である。
入力端子 (IN)、出力端子 (OUT)、グラウンド (GND) 又は共通端子 (COM) の3端子から構成され、出力電圧固定型と出力電圧可変型がある。
出力電圧固定型では、入力端子と出力端子に発振防止用のコンデンサを2個を接続するだけで脈流を安定化する回路が構成でき、電圧可変型ではそれらに電圧設定用の抵抗器が加わる。
電気製品に使用される直流電源回路には、電力の変換効率や発熱の少なさからスイッチング電源が採用されることが多いが、スイッチングノイズがなくて、外付け部品が少なく回路が簡素であり、低価格であるというメリットを生かせる箇所では三端子レギュレータが使用されている。

## 製品
代表的な製品に、正電圧用の7800シリーズと負電圧用の7900シリーズがある。ともに1A程度の出力電流が取り出せる。出力電流500mAの78M00/79M00や、出力電流100mAの78L00/79L00もある。型番末尾の数字2桁が出力電圧を表しており、おおむね、5・6・7・8・9・10・12・15・18・20・24Vの品種があり、最近では3.3Vのタイプも出回ってきている。単電源回路では正電圧型が用いられ、負電圧型はオペアンプを用いた回路等で正負2電源を作るときに重用される。

## 損失
入力される電圧と出力すべき電圧の差が、三端子レギュレータ内で熱として消費されることで電圧の安定化を行なっている。入力電圧と出力電圧は、レギュレータ自身による電圧降下分だけ常に入力側が高くなければならず、この電圧差は、7800シリーズで約1.5V以上、LM317・350・338などで3.0V以上が推奨されている。
（入出力電圧の差）×（電流）がそのまま素子からの発熱となるため、大電流、または入出力電圧の差が大きい用途では、放熱器（ヒートシンク）を取り付ける必要がある。また、三端子レギュレータ自身の消費電流（入力電流-出力電流）を減らすべく、CMOS化された物が販売中である。
電池を使う携帯電子機器の低電圧化・低消費電力化によって「電力損失を減らしたい、電池電圧が低下してきてもできるだけ最後まで使いたい」という要望が高まり、入出力間の電圧差を1V以下に小さくできる低損失レギュレータ（LDO、ロードロップアウトレギュレータ）の開発が進められ、製品によっては最小電位差が0.3V（@2.0V出力300mA）にまで下げられた。
また、内部のバンドギャップ・リファレンスによる基準電圧が1.2V程度であったため、30年ほどの間、それ以下での電圧は出力できなかったが、2007年からは0Vから電圧が出力できるようになっている。

## 出力電流
出力電流は0.1 - 5 A程度の品種があり、10 Aに対応した物もある。外形はバイポーラトランジスタに類似する。安価なスイッチング電源の普及に伴い、大電流用の製品は徐々に淘汰されてきており、最大出力電流が1 A以下の小型電源用の製品が比較的多くなっている。

## 出力電圧
- 電圧が内部で規定され一定の物（定電圧レギュレータ）
- 可変タイプの物
  - LM317（正電圧-最大1.5A）、LM333（負電圧-同3.0A）、LM350（正電圧-同3.0A）、LM338（正電圧-同5.0A）など
- LDOタイプの物
  - S-813シリーズ（正電圧）、TA48xx（1Aの高負荷対応）など
- LDOかつ可変電圧の物
  - LT1083シリーズ（正電圧）、LM2941（正電圧）、S-1133（正電圧）、LM2991（負電圧）など
- 0V出力の可能な物
  - LT3080シリーズ[1]

ツェナーダイオード（定電圧ダイオード）や抵抗器による分圧によって、特に可変電圧に対応していない定電圧レギュレータであっても、出力電圧を変更することが可能である。また、定電圧レギュレータを用いて定電流回路を構成することも可能である。ただし低飽和レギュレータでは定常時の回路動作電流より大きな起動時回路動作電流が流れるため、そういった使い方は禁止されている。
かつては、IN・OUT・GNDの三端子の他、電圧設定用の端子 (ADJ) を設けた四端子レギュレータも存在した。COMとADJを兼任する3端子で可変タイプの品種が出現してからは市場から姿を消していた。しかし上記の理由により低飽和レギュレータではADJ端子付きのものが復活している。
特に低消費電力の要求の高いCMOSレギュレータICにおいては3端子のほかに、素子の動作/スタンバイを制御するON/OFF端子が付加されているものが多い。

## 使用
- 異常発振
  - 負帰還制御により出力電圧を一定に保っているため、異常発振の可能性がある。データシートに対策方法が書いてあることが多い。
- 入手性
  - ここにあげたICの多くは、セカンドソースが充実しているので、代替部品、もしくは完全互換品が容易に入手できる。

## 歴史
最も古い集積化されたモノリシックレギュレータは、1960年代終りに ナショナル セミコンダクター社で開発されたLM100である。このICは当時、同社に在籍していた ボブ・ワイドラー によって開発された。モノリシックICとしては、オペアンプに次いで古い歴史を持つ。以降、様々な改良が加えられ、今日に至っている。

## 端子の並び
一般的な7800シリーズ（TO-220型パッケージ）は、左から入力、グラウンド、出力 (IGO) の順で並んでいる。しかしTO-92型は左右が逆になっており、7900シリーズでは左からグラウンド、入力、出力 (GIO) の順で並んでいる。また、メーカーが独自に開発した品種はこの限りでない場合があるため、使用の際は各メーカーのデータシートを参照のこと。